# Maria T. Accardi
Maria T. Accardi é uma intelectual da área de biblioteconomia e atualmente é coordenadora do ensino dessa mesma área na Indiana University Southeast.
Ela recebeu em 2014, o prêmio da Associação de Bibliotecas Universitárias e de Pesquisa (ACRL) pela Realização Significativa em Biblioteconomia de Estudos da Mulher por seu livro Pedagogia Feminista para Instrução de Biblioteca, publicado em 2013 pela Library Juice Press.
O trabalho examina a interseção entre a alfabetização da informação e a teoria feminista. A presidente do comitê de premiação, Jennifer Mayer, da Universidade de Wyoming, saudou o livro como uma "leitura obrigatória para qualquer bibliotecário com interesse em questões feministas, pedagogia e instrução de biblioteca".
Accardi também é coeditora do livro Critical Library Instruction: Theories and Methods (2010) junto com Emily Drabinski e Alana Kumbier. Este livro é uma coletânea de capítulos que trata sobre as teorias e os métodos de pedagogia crítica e instrução de biblioteca.

## Filiação Acadêmica e Carreira Profissional
Maria T. Accardi é bibliotecária e coordenadora de instrução e referência na Indiana University Southeast, em New Albany, Indiana. Maria é bacharela em inglês pela Northern Kentucky University, mestra em inglês pela University of Louisville e Library Science Master's pela University of Pittsburgh. Ela atuou como co-editora e colaboradora de Critical Library Instruction: Theories and Methods (Library Juice Press, 2010), e é autora de Feminist Pedagogy for Library Instruction (Library Juice Press, 2013), pelo qual recebeu o Prêmio da Seção de Mulheres e Estudos de Gênero por realização significativa na Biblioteconomia de Mulheres e Estudos de Gênero em 2014. Ela mora em Louisville, Kentucky.
Ela é atua na Indiana University Southeast desde 2007. Antes disso, trabalhou na Sarah Lawrence College.
Accardi também já trabalhou como editoria na indústria de publicação de livros didáticos universitários, ensino de redação universitária, tutoria em um centro de redação universitário e indexação de jornais para a ProQuest.

## Perspectiva e Filiação Teórica
Accardi é uma intelectual que é influenciada pela perspectiva da pedagogia crítica do filósofo e educador brasileiro Paulo Freire.
Segundo Accardi, os alunos presos ao modelo de educação bancária são treinados para aceitar, internalizar e replicar as estruturas da cultura dominante, estruturas carregadas de suposições sobre o mundo e seu lugar nele.
Os impulsos das pedagogias críticas levaram a uma exploração mais profunda da pedagogia feminista e da identidade da biblioteca como instituição.
A pedagogia feminista é em si uma inovação e requer uma reflexão crítica, honesta e autêntica, prioriza os alunos e suas vozes, experiências e conhecimentos.

Para Accardi, a pedagogia feminista entende a biblioteca como expressão de uma visão de mundo em sintonia com as estruturas de poder estabelecidas. Sendo que é fundamental que a biblioteca atenda aos alunos e não vice-versa. A biblioteca deve priorizar a emancipação e o crescimento.
“Bibliotecas não existem no vácuo”

## The Feminist Reference Desk(2017)
"A mesa de Referência Feminista: Conceitos, críticas e conversas", em tradução livre.
Este é o título do primeiro livro que Maria Accardi é autora do texto integral. Ainda não tem tradução para o português. É o oitavo livro da série Gênero e sexualidade nos estudos da informação - Gender and Sexuality in Information Studies -, selo editado pela também intelectual da área de Biblioteconomia Emily Drabinski. Publicado pela editora Juice Press.
Em resumo, Accardi traz nesse livro importante contribuição para área de ensino da Biblioteconomia.
No livro ela traz que a pedagogia feminista produz estratégias como o aprendizado colaborativo, valorizando o conhecimento preexistente das pessoas. Esta vertente tem como premissa a conscientização sobre o sexismo e outras formas de opressão. Isso faz com que desestabilize as hierarquias de poder da sala de aula tradicional. A pedagogia feminista visa transformar uma educação bancária em uma educação consciente e motivadora.
O ensino de biblioteconomia feminista procura capacitar os alunos a serem tanto pensadores críticos quanto agentes que provocam mudanças sociais. O conceito de pedagogia feminista se consolidou recentemente e, aos poucos, vem sendo incorporada pelo ensino de biblioteconomia. No Brasil, esta perspectiva ainda é incipiente.
Accardi entende que seja oportuno considerar como o feminismo pode se cruzar com outras questões da biblioteconomia, principalmente no que refere a mesa de referência.
Em suma, o livro fornece explorações críticas e provocadoras sobre como os bibliotecários acadêmicos poderão repensar os conceitos e serviços centrais de referência, desde a entrevista de referência, à coleção de referência, até a equipe da própria mesa de referência, a partir de uma perspectiva feminista.

## Questões apresentadas emThe Feminist Reference Desk
Para Accardi é importante refletir sobre as seguintes questões:
   De que forma uma abordagem feminista pode repensar ou transformar a entrevista de referência? 
   Como uma crítica feminista poderia confrontar a linguagem que usamos para descrever o trabalho de referência?
   A noção de referência neutra é verificável? 
   As estratégias feministas interseccionais podem ajudar a influenciar uma nova geração de bibliotecárias que incorporam abordagens antirracistas e queer em suas práticas de referência?[carece de fontes?]